# Ectropothecium angusto-textum
Ectropothecium angusto-textum là một loài Rêu trong họ Hypnaceae. Loài này được (Geh.) Paris mô tả khoa học đầu tiên năm 1896.